# Wrząca (powiat kaliski)
Wrząca – wieś w Polsce, w województwie wielkopolskim, w powiecie kaliskim, w gminie Brzeziny.
W latach 1975–1998 miejscowość należała administracyjnie do województwa kaliskiego.